# 27 км железной дороги Мончегорск-Оленья
27 км железной дороги Мончегорск-Оленья — населённый пункт в Мурманской области. Входит в муниципальный округ город Мончегорск.

## География
Расположен за Полярным кругом, в 6 км от административного центра Мончегорска между озёрами Лумболка и Кутыр. Примыкает СОТ Радужный.

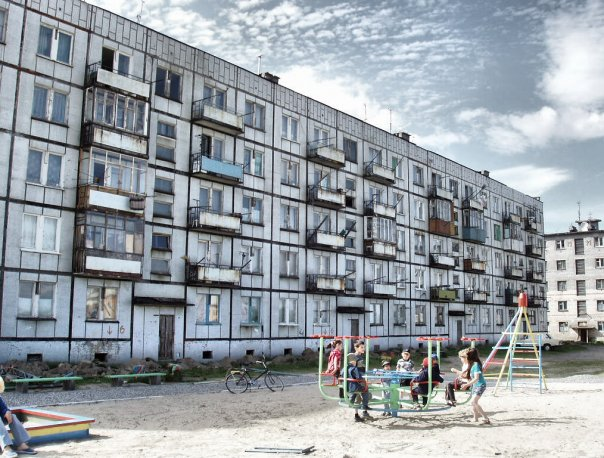
Детская площадка при доме 15 на ул. Октябрьская

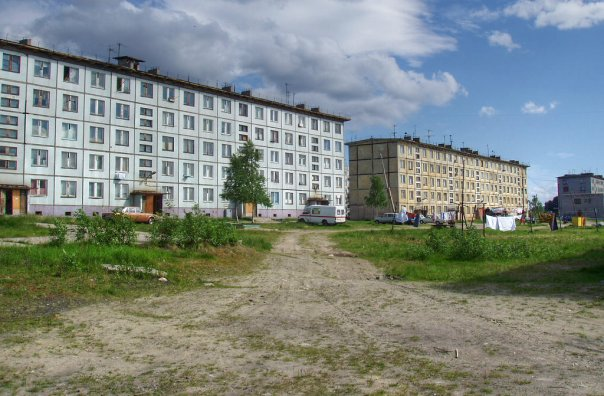
ул. Октябрьская, 10 и 12

### Уличная сеть
Ул. Набережная, Октябрьская и Сафонова (в честь дважды Герой Советского Союза Бориса Феоктистовича Сафонова (1914—1942), советского военного лётчика из 2-й гвардейского смешанного авиаполка ВВС Северного флота).

### Климат
Переходный климат от умеренно-холодного, до морского. В течение года значительное количество осадков. По классификации Кёппена — субарктический климат (индекс Dfc) с коротким прохладным летом и постоянным увлажнением в течение года.

## Топоним
Назван по километровой отметке железной дороги Оленегорск — Мончегорск в 1969 году. Бывшее название — посёлок имени Жданова.

## Население
| 2002 | 2010  | 2021  |
| ---- | ----- | ----- |
| 2554 | ↘2359 | ↘2036 |

### Гендерный состав
По данным Всероссийской переписи населения 2010 года из 2359 человек — 1358 мужчин (57,6 %) и 1001 женщина (42,4 %).

## Инфраструктура
В 1955—1958 годы в посёлке базировался 95 бомбардировочный авиационный полк 184бад 22ВА. На территории посёлка расположен военный гарнизон 174-го гвардейского Краснознамённого Печенгского истребительного авиационного полка им. дважды Героя Советского Союза Сафонова Б.Ф.

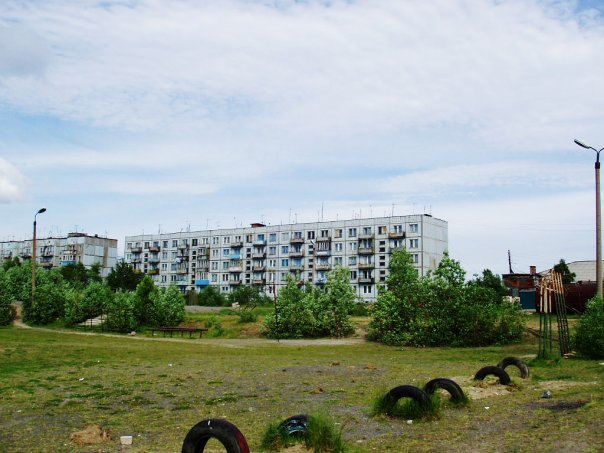
Школьный стадион

### Образование
Муниципальное бюджетное общеобразовательное учреждение «Средняя общеобразовательная школа № 10 имени Дважды Героя Советского Союза Б. Ф. Сафонова.»

### Спорт
Хоккейная площадка, школьный стадион.

### Экономика
Путевое хозяйство Мурманского региона Октябрьской железной дороги.

## Транспорт
Автомобильный и железнодорожный транспорт. Действует железнодорожная платформа 27 км. На 1 ноября 2020 действовали автобусные маршруты 103, 104.

## В культуре
Посёлок упоминается в романе Андрея Буторина «Север» по мотивам проекта Вселенная Метро 2033 Дмитрия Глуховского.